# Reprezentacja Stanów Zjednoczonych w koszykówce mężczyzn
Reprezentacja Stanów Zjednoczonych w koszykówce mężczyzn – męska seniorska drużyna koszykarska reprezentująca Stany Zjednoczone w rozgrywkach FIBA, wybierana i nadzorowana przez USA Basketball (amerykańską federacje koszykówki). Od 1992 składa się niemal regularnie z graczy NBA, z tego powodu często nazywana „Dream Teamem” (Drużyną Marzeń). Po raz pierwszy wystąpiła w takim składzie na Igrzyskach Olimpijskich w Barcelonie, gdzie zdobyła złoty medal nie przegrywając ani jednego meczu. Do rywalizacji na tych igrzyskach po raz pierwszy MKOl dopuścił zawodowych koszykarzy amerykańskich występujących w lidze NBA. Wcześniej reprezentować USA mogli tylko „amatorzy” z drużyn uniwersyteckich.
Właściwie Dream Team to tylko składy z 1992, 1994 oraz 1996, a pozostałe „Dream Teamy” stanowiły zwyczajne reprezentacje USA. Kadra na Igrzyska Olimpijskie w Barcelonie w większości była złożona z graczy, którzy uznawani są za najlepszych w historii koszykówki, m.in. Michael Jordan, Magic Johnson, Larry Bird. Połowa składu nigdy nie zdobyła mistrzostwa NBA. Są to: Charles Barkley, Patrick Ewing, Christian Laettner, Karl Malone, Chris Mullin i John Stockton.
W mediach z kolei przezwano skład na Igrzyska Olimpijskie w Pekinie (2008) mianem Redeem Team (ang.: „Drużyny Odkupienia”), ponieważ był on obsadzony zmobilizowanymi gwiazdorami NBA pod dyrekcją Mike’a Krzyzewskiego, na co dzień wieloletniego i niepospolicie skutecznego trenera koszykówki mężczyzn Uniwersytetu Duke’a. Redeem Team miał za zadanie „odkupić” honor USA (w postaci zdecydowanie wygranego złotego medalu) po wcześniejszych porażkach.

## Historia do 1991
Stany Zjednoczone są członkiem FIBA od 1934 roku. Już od debiutu koszykówki w programie igrzysk olimpijskich, w Berlinie (1936), aż do igrzysk w Meksyku (1968), reprezentacja USA dominowała w olimpijskiej rywalizacji. W tym czasie nie przegrała na igrzyskach ani jednego meczu, za każdym razem zdobywając złoty medal.
Swoją pierwszą olimpijską porażkę Amerykanie ponieśli dopiero na imprezie w Monachium cztery lata później. Był to finałowy mecz z reprezentacją Związku Radzieckiego, w którym prowadzili 50:49 aż do pierwszego sygnału końca meczu. Po dodaniu 3 sekund przez sędziego, który uwzględnił protest ZSRR i ostatniej, nieudanej akcji zawodników radzieckich, ponownie zabrzmiał sygnał końca meczu i Amerykanie cieszyli się z wygranej. Jednak R. William Jones, Sekretarz Generalny FIBA, interweniował osobiście, i wymógł ponowną powtórkę i ustawienie zegara na 3 sekundy przed końcem, w celu rozegrania końcówki meczu po raz trzeci. Tym razem zawodnik ZSRR zdobył punkty po podaniu przez całą długość boiska, i mecz oficjalnie zakończył się wynikiem 50:51 na korzyść Związku Radzieckiego. Protest odwołujący się od tego wyniku był rozpatrywany przez komisję apelacyjną, która podtrzymała wynik po głosowaniu 3:2, w którym kraje socjalistyczne (Kuba, Polska, Węgry) miały 3 głosy i oddały je solidarnie za utrzymaniem wyniku.
Po igrzyskach w Monachium, reprezentacja USA wygrała turniej olimpijski w Montrealu (1976), nie wzięła udziału w igrzyskach w Moskwie (1980), ze względu na ich bojkot przez Stany Zjednoczone i zdobyła złoty medal w Los Angeles (1984).
Na igrzyskach w Seulu (1988), reprezentacja USA przegrała w półfinale z ZSRR wynikiem 76:82, i zdobyła brąz po meczu przeciwko Australii, wygranym 78:49.
W 1989 FIBA po raz pierwszy dopuściła zawodowców z National Basketball Association do gry w reprezentacjach narodowych. Poprzednio, tylko zawodowcy z krajów socjalistycznych, oficjalnie podawani za amatorów, mieli prawo reprezentowania swojego kraju.
W latach 1950–1990 Amerykanie, poza sukcesami na igrzyskach, zdobyli również 2 złote, 3 srebrne i 2 brązowe medale na mistrzostwach świata.

## Historia od 1992

### Igrzyska Olimpijskie w Barcelonie 1992

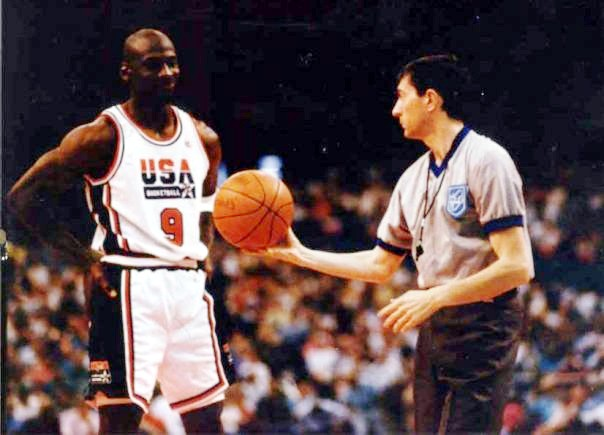
Michael Jordan – gwiazda Dream Teamu z 1992 roku

#### Skład 1992
- Selekcjoner: Chuck Daly
- Asystent: Lenny Wilkens
  - Charles Barkley – Phoenix Suns
  - Larry Bird – Boston Celtics
  - Clyde Drexler – Portland Trail Blazers
  - Patrick Ewing – New York Knicks
  - Magic Johnson – Los Angeles Lakers
  - Michael Jordan – Chicago Bulls
  - Christian Laettner – Duke University
  - Karl Malone – Utah Jazz
  - Chris Mullin – Golden State Warriors
  - Scottie Pippen – Chicago Bulls
  - David Robinson – San Antonio Spurs
  - John Stockton – Utah Jazz

#### Wyniki 1992

##### Mistrzostwa Ameryki 1992
- USA 136:57  Kuba
- USA 105:61  Kanada
- USA 112:52  Panama
- USA 128:87  Argentyna
- USA 119:81  Portoryko
- USA 120:80  Wenezuela

- USA 111:71  Francja (Turniej przedolimpijski w Monte Carlo, Monako)

##### Wyniki Igrzysk Olimpijskich – Barcelona 1992
- USA 116:48  Angola
- USA 103:70  Chorwacja
- USA 111:68  Niemcy
- USA 127:83  Brazylia
- USA 122:81  Hiszpania
- USA 115:77  Portoryko
- USA 127:76  Litwa
- USA 117:85  Chorwacja

1. Stany Zjednoczone (8:0)
2. Chorwacja (6:2)
3. Litwa (6:2)
4. WNP (5:3)
5. Brazylia (4:4)
6. Australia (4:4)
7. Niemcy (3:5)
8. Portoryko (3:5)
9. Hiszpania (3:4)
10. Angola (2:5)
11. Wenezuela (2:5)
12. Chiny (0:7)

### Mistrzostwa Świata w Kanadzie 1994
Na Mistrzostwa Świata w 1994 rozgrywane w Kanadzie reprezentacja Stanów Zjednoczonych pojechała bez największych sław. Nie przegrywając żadnego meczu, zdobyła jednak złoty medal. Już wtedy w reprezentacji USA zadebiutował Shaquille O’Neal, występujący wówczas w Orlando Magic.

#### Skład 1994
- Selekcjoner: Don Nelson z Golden State Warriors
  - Derrick Coleman – New Jersey Nets
  - Joe Dumars – Detroit Pistons
  - Tim Hardaway – Golden State Warriors
  - Kevin Johnson – Phoenix Suns
  - Larry Johnson – Charlotte Hornets
  - Shawn Kemp – Seattle SuperSonics
  - Dan Majerle – Phoenix Suns
  - Reggie Miller – Indiana Pacers
  - Alonzo Mourning – Charlotte Hornets
  - Shaquille O’Neal – Orlando Magic
  - Mark Price – Cleveland Cavaliers
  - Steve Smith – Atlanta Hawks
  - Isiah Thomas – Detroit Pistons
  - Dominique Wilkins – Atlanta Hawks

#### Wyniki Mistrzostw Świata 1994
- USA 115:100  Hiszpania
- USA 132:77  Chiny
- USA 105:82  Brazylia
- USA 130:74  Australia
- USA 134:83  Portoryko
- USA 111:94  Rosja
- USA 97:58  Grecja
- USA 137:91  Rosja

1. Stany Zjednoczone (8:0)
2. Rosja (5:2)
3. Chorwacja (7:1)
4. Grecja (4:4)
5. Australia (5:3)
6. Portoryko (3:5)
7. Kanada (4:4)
8. Chiny (2:6)
9. Argentyna (5:3)
10. Hiszpania (5:3)
11. Brazylia (2:6)
12. Niemcy (5:3)
13. Korea Południowa (3:5)
14. Egipt (1:7)
15. Kuba (3:5)
16. Angola (1:7)

### Igrzyskach Olimpijskich w Atlancie 1996

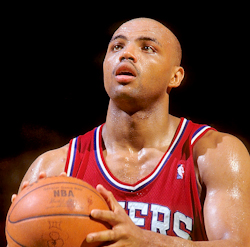
Charles Barkley

Ekipa na Igrzyskach Olimpijskich w 1996 w Atlancie miała za zadanie obronić tytuł sprzed czterech lat z Barcelony. Skład był w części złożony z zawodników z 1994 (m.in. Shaquille O’Neal) i z 1992 (m.in. Charles Barkley).

#### Skład 1996
- Selekcjoner: Lenny Wilkens z Atlanta Hawks
  - Charles Barkley – Phoenix Suns
  - Penny Hardaway – Orlando Magic
  - Grant Hill – Detroit Pistons
  - Karl Malone – Utah Jazz
  - Reggie Miller – Indiana Pacers
  - Hakeem Olajuwon – Houston Rockets
  - Shaquille O’Neal – Los Angeles Lakers
  - Gary Payton – Seattle SuperSonics
  - Scottie Pippen – Chicago Bulls
  - Mitch Richmond – Sacramento Kings
  - David Robinson – San Antonio Spurs
  - John Stockton – Utah Jazz

##### Wyniki Igrzysk Olimpijskich – Atlanta 1996
- USA 96:68  Argentyna
- USA 87:54  Angola
- USA 104:82  Litwa
- USA 133:70  Chiny
- USA 102:71  Chorwacja
- USA 98:75  Brazylia
- USA 101:73  Australia
- USA 95:69  Jugosławia

1. Stany Zjednoczone (8–0)
2. Jugosławia (7–1)
3. Litwa (5–3)
4. Australia (5–3)
5. Grecja (5–3)
6. Brazylia (3–5)
7. Chorwacja (4–4)
8. Chiny (2–6)
9. Argentyna (3–4)
10. Portoryko (2–5)
11. Angola (1–6)
12. Korea Południowa (0–7)

### Mistrzostwa Świata w Grecji 1998

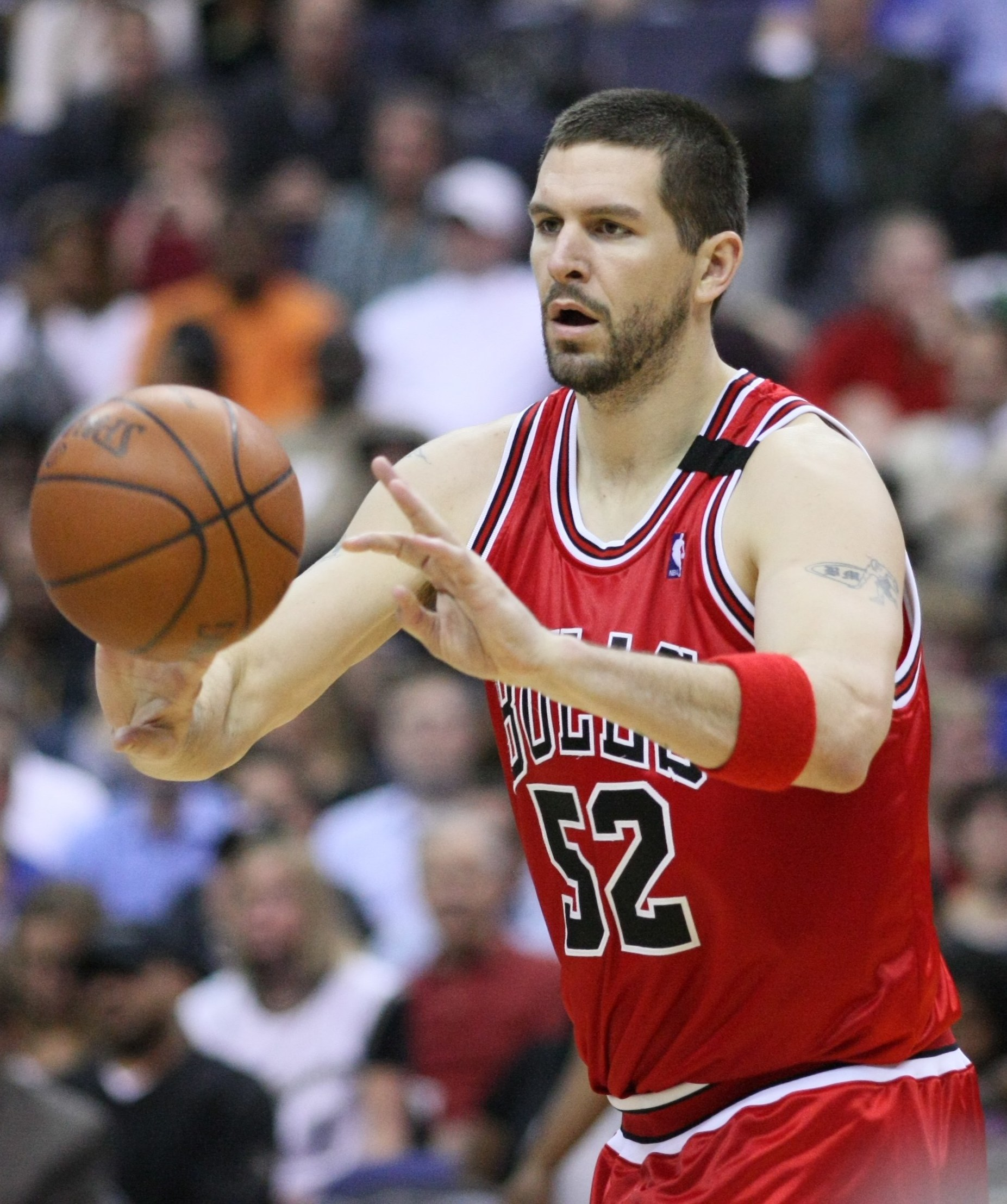
Brad Miller

Podczas Mistrzostw Świata w 1998 w Atenach (Grecja), w National Basketball Association w NBA panował lokaut i do gry nie wystawiono graczy z tej ligi. Ekipa została złożona z zawodników Continental Basketball Association, amerykańskich uniwersytetów i lig europejskich. Spośród nich, jedynie Brad Miller później stał się gwiazdorem NBA, jako dwukrotny uczestnik meczu All-Star. Reprezentacja USA zajęła ostatecznie trzecie miejsce z siedmioma zwycięstwami i dwoma porażkami.

#### Skład 1998
- Selekcjoner: Rudy Tomjanovich
  - Trajan Langdon
  - Michael Hawkins
  - Kiwane Garris
  - Jason Sasser
  - Jimmy King
  - Bill Edwards
  - Jimmy Oliver
  - Wendell Alexis
  - Gerard King
  - David Wood
  - Ashraf Amaya
  - Brad Miller

#### Wyniki Mistrzostw Świata 1998
- USA 83:59  Brazylia
- USA 82:84  Litwa
- USA 88:62  Korea Południowa
- USA 87:74  Argentyna
- USA 75:73  Hiszpania
- USA 96:78  Australia
- USA 80:77  Włochy
- USA 64:66  Rosja
- USA 84:61  Grecja

1. Jugosławia (9–0)
2. Rosja (7–2)
3. Stany Zjednoczone (7–2)
4. Grecja (5–4)
5. Hiszpania (7–2)
6. Włochy (5–4)
7. Litwa (5–4)
8. Argentyna (3–6)
9. Australia (5–3)
10. Brazylia (2–6)
11. Portoryko (3–5)
12. Kanada (1–7)
13. Nigeria (2–3)
14. Japonia (1–4)
15. Senegal (1–4)
16. Korea Południowa (0–5)

### Igrzyskach Olimpijskich w Sydney 2000

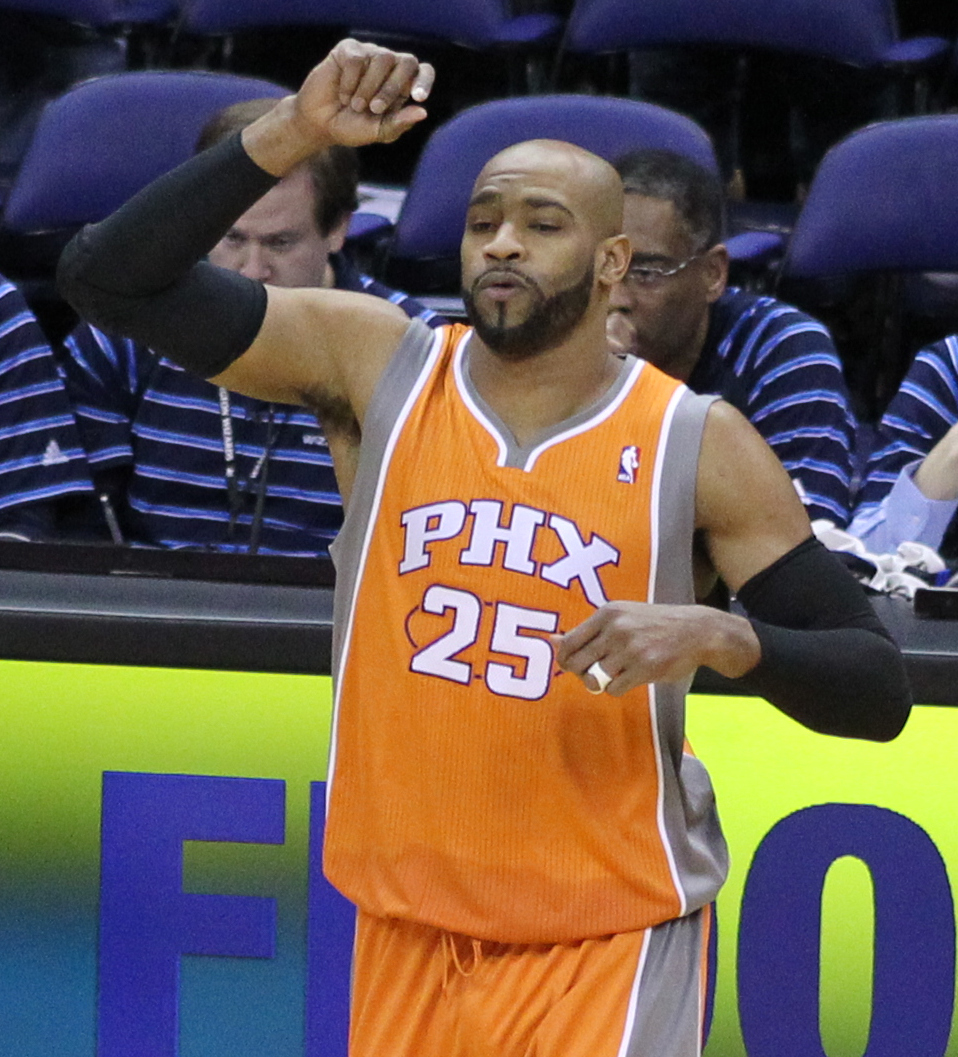
Vince Carter

Na Igrzyskach Olimpijskich w Sydney Amerykanie ponownie zagrali w najsilniejszym składzie i obronili złoty medal sprzed czterech lat. Jedynym przeciwnikiem, który sprawił reprezentacji USA problem, była reprezentacja Litwy, którą po zaciętym spotkaniu i serii rzutów osobistych na koniec udało się ostatecznie pokonać.

#### Skład 2000
- Selekkcjoner: Rudy Tomjanovich
  - Shareef Abdur-Rahim – Vancouver Grizzlies
  - Ray Allen – Milwaukee Bucks
  - Vin Baker – Seattle SuperSonics
  - Vince Carter – Toronto Raptors
  - Kevin Garnett – Minnesota Timberwolves
  - Tim Hardaway – Miami Heat
  - Allan Houston – New York Knicks
  - Jason Kidd – Phoenix Suns
  - Antonio McDyess – Denver Nuggets
  - Alonzo Mourning – Miami Heat
  - Gary Payton – Seattle SuperSonics
  - Steve Smith – Portland Trail Blazers

##### Wyniki Igrzysk Olimpijskich – Sydney 2000
- USA 119:72  Chiny
- USA 93:61  Włochy
- USA 85:76  Litwa
- USA 102:56  Nowa Zelandia
- USA 106:94  Francja
- USA 85:70  Rosja
- USA 85:83  Litwa
- USA 85:75  Francja

1. Stany Zjednoczone (8–0)
2. Francja (4–4)
3. Litwa (5–3)
4. Australia (4–4)
5. Włochy {4–3)
6. Jugosławia (4–3)
7. Kanada (5–2)
8. Rosja (3–4)
9. Hiszpania (2–4)
10. Chiny (2–4)
11. Nowa Zelandia (1–5)
12. Angola (0–6)

### Mistrzostwa Świata w USA 2002

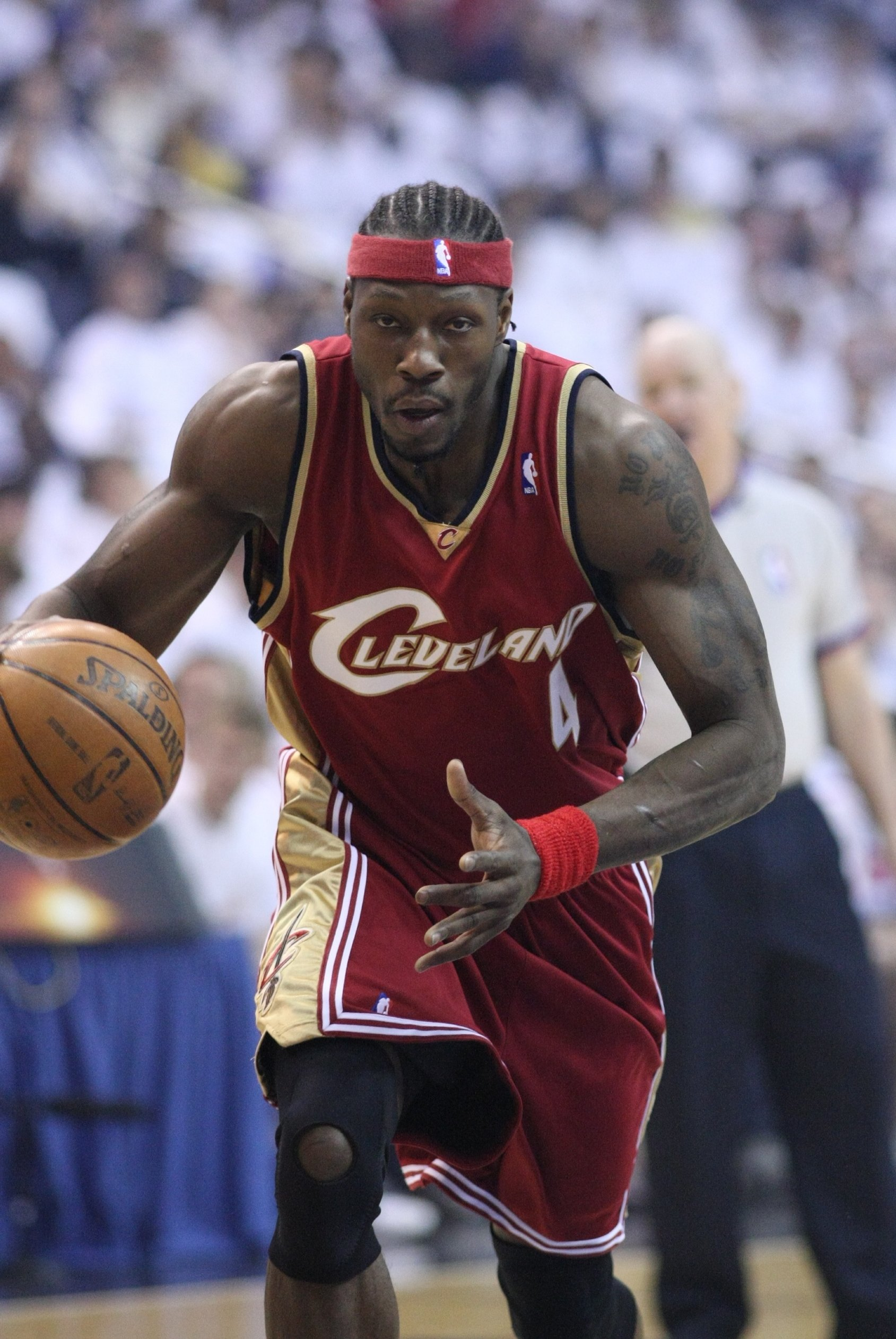
Ben Wallace

Na Mistrzostwach Świata w Indianapolis w USA, Amerykanie, jako że grali u siebie, byli głównymi faworytami do złotego medalu. Po pięciu łatwych zwycięstwach Dream Team dopadł jednak kryzys formy. Drużyna przegrała z Jugosławią, Argentyną i Hiszpanią, przez co nie awansowała do strefy medalowej. Zawodnicy tłumaczyli się, że wywierano na nich zbyt dużą presję.

#### Skład 2002
- Selekcjoner: George Karl
  - Elton Brand – Chicago Bulls
  - Nick Collison – University of Kansas
  - Antonio Davis – Toronto Raptors
  - Baron Davis – Charlotte Hornets
  - Michael Finley – Dallas Mavericks
  - Raef LaFrentz – Dallas Mavericks
  - Shawn Marion – Phoenix Suns
  - Andre Miller – Cleveland Cavaliers
  - Reggie Miller – Indiana Pacers
  - Jermaine O’Neal – Indiana Pacers
  - Paul Pierce – Boston Celtics
  - Ben Wallace – Detroit Pistons
  - Jay Williams – Chicago Bulls

#### Wyniki Mistrzostw Świata 2002
- USA 110:60  Algieria
- USA 104:87  Niemcy
- USA 84:65  Chiny
- USA 106:82  Rosja
- USA 110:62  Nowa Zelandia
- USA 80:87  Argentyna
- USA 78:81  Jugosławia
- USA 84:74  Portoryko
- USA 76:84  Hiszpania

1. Jugosławia (7–2)
2. Argentyna (8–1)
3. Niemcy (6–3)
4. Nowa Zelandia (4–5)
5. Hiszpania (7–2)
6. Stany Zjednoczone (6–3)
7. Portoryko (6–3)
8. Brazylia (4–4)
9. Turcja (4–4)
10. Rosja (3–5)
11. Angola (2–6)
12. Chiny (1–7)
13. Kanada (2–3)
14. Wenezuela (1–4)
15. Algieria (1–4)
16. Liban (0–5)

### Igrzyska Olimpijskie w Atenach 2004

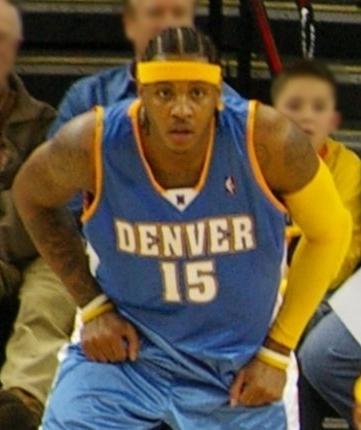
Carmelo Anthony

Na Letnich Igrzyskach Olimpijskich 2004 w Atenach piąta drużyna świata nie była zaliczana do faworytów po „kompromitacji” u siebie. Amerykanie przegrywając dwa, a wygrywając trzy mecze zdołali wyjść z grupy. W fazie pucharowej zrewanżowali się Hiszpanom i awansowali do 1/2 finału, gdzie przegrali z Argentyną. Mecz o trzecie miejsce odbywał się po południu, więc wielu Amerykanów zasiadło przed telewizorem aby dopingować rodaków. Mecz USA – Litwa był najchętniej oglądanym meczem podczas Igrzysk Olimpijskich (ok. 13 mln telewidzów). Zakończył się wynikiem 104:96 i drużyna z Ameryki Północnej zdobyła brąz.

#### Skład 2004
- Selekcjoner: Larry Brown
  - Carmelo Anthony – Denver Nuggets
  - Carlos Boozer – Utah Jazz
  - Tim Duncan – San Antonio Spurs
  - Allen Iverson – Philadelphia 76ers
  - LeBron James – Cleveland Cavaliers
  - Richard Jefferson – New Jersey Nets
  - Stephon Marbury – New York Knicks
  - Shawn Marion – Phoenix Suns
  - Lamar Odom – Los Angeles Lakers
  - Emeka Okafor – University of Connecticut (draft do Charlotte Bobcats)
  - Amar’e Stoudemire – Phoenix Suns
  - Dwyane Wade – Miami Heat

##### Wyniki Igrzysk Olimpijskich – Ateny 2004
Faza grupowa:
- USA 73:92  Portoryko
- USA 77:71  Grecja
- USA 89:79  Australia
- USA 90:94  Litwa
- USA 89:53  Angola

Faza pucharowa:
- Ćwierćfinał: USA 102:94  Hiszpania
- Półfinał: USA 81:89  Argentyna
- Mecz o 3 miejsce: USA 104:96  Litwa

Klasyfikacja końcowa:
1. Argentyna
2. Włochy
3. Stany Zjednoczone
4. Litwa
5. Grecja
6. Portoryko
7. Hiszpania
8. Chiny
9. Australia
10. Nowa Zelandia
11. Serbia
12. Angola

### Mistrzostwa Świata w Japonii 2006

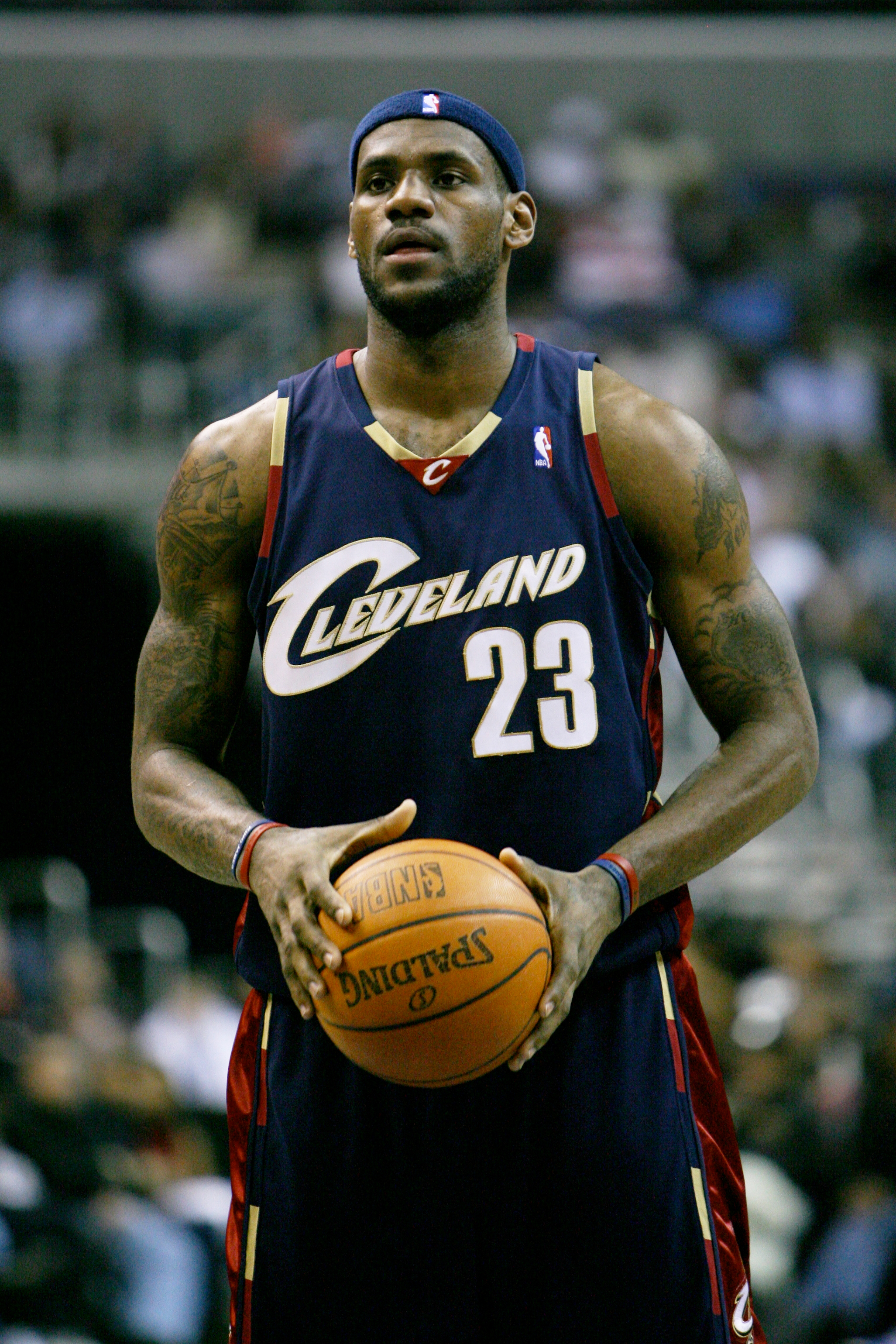
LeBron James

Na Mistrzostwach Świata w Koszykówce 2006 w Japonii, Amerykanie wystartowali dzięki wygranym eliminacjom. Trafili do Grupy D, w której spotkali się z Portoryko, Chinami, Słowenią, Włochami i Senegalem. Wszystkie z pięciu meczów zakończyły się wynikiem korzystnym dla USA. Występy w fazie pucharowej zaczęli od meczu 1/8 finału z Australią, której reprezentację pokonali rezultatem 113:73. Pojedynek o wejście do gry o medale wygrali z Niemcami i awansowali do półfinału. Tam zostali pokonani przez wicemistrzów Europy, Grecję. Pokonując Argentynę zdobyli brązowy medal.

#### Skład 2006
- Selekcjoner: Mike Krzyzewski
  - Carmelo Anthony – Denver Nuggets
  - Shane Battier – Houston Rockets
  - Chris Bosh – Toronto Raptors
  - Elton Brand – Los Angeles Clippers
  - Kirk Hinrich – Chicago Bulls
  - Dwight Howard – Orlando Magic
  - LeBron James – Cleveland Cavaliers
  - Antawn Jamison – Washington Wizards
  - Joe Johnson – Atlanta Hawks
  - Brad Miller – Sacramento Kings
  - Chris Paul – New Orleans/Oklahoma City Hornets
  - Dwyane Wade – Miami Heat

#### Wyniki Mistrzostw Świata 2006
Faza grupowa:
- USA –  Portoryko 111:100
- USA –  Chiny 121:90
- USA –  Słowenia 114:95
- USA –  Włochy 94:85
- USA –  Senegal 113:58

Faza finałowa:
- Druga runda: USA –  Australia 113:73
- Ćwierćfinał: USA –  Niemcy 85:65
- Półfinał: USA –  Grecja 95:101
- Mecz o trzecie miejsce: USA –  Argentyna 96:81

### Igrzyska Olimpijskie w Pekinie 2008

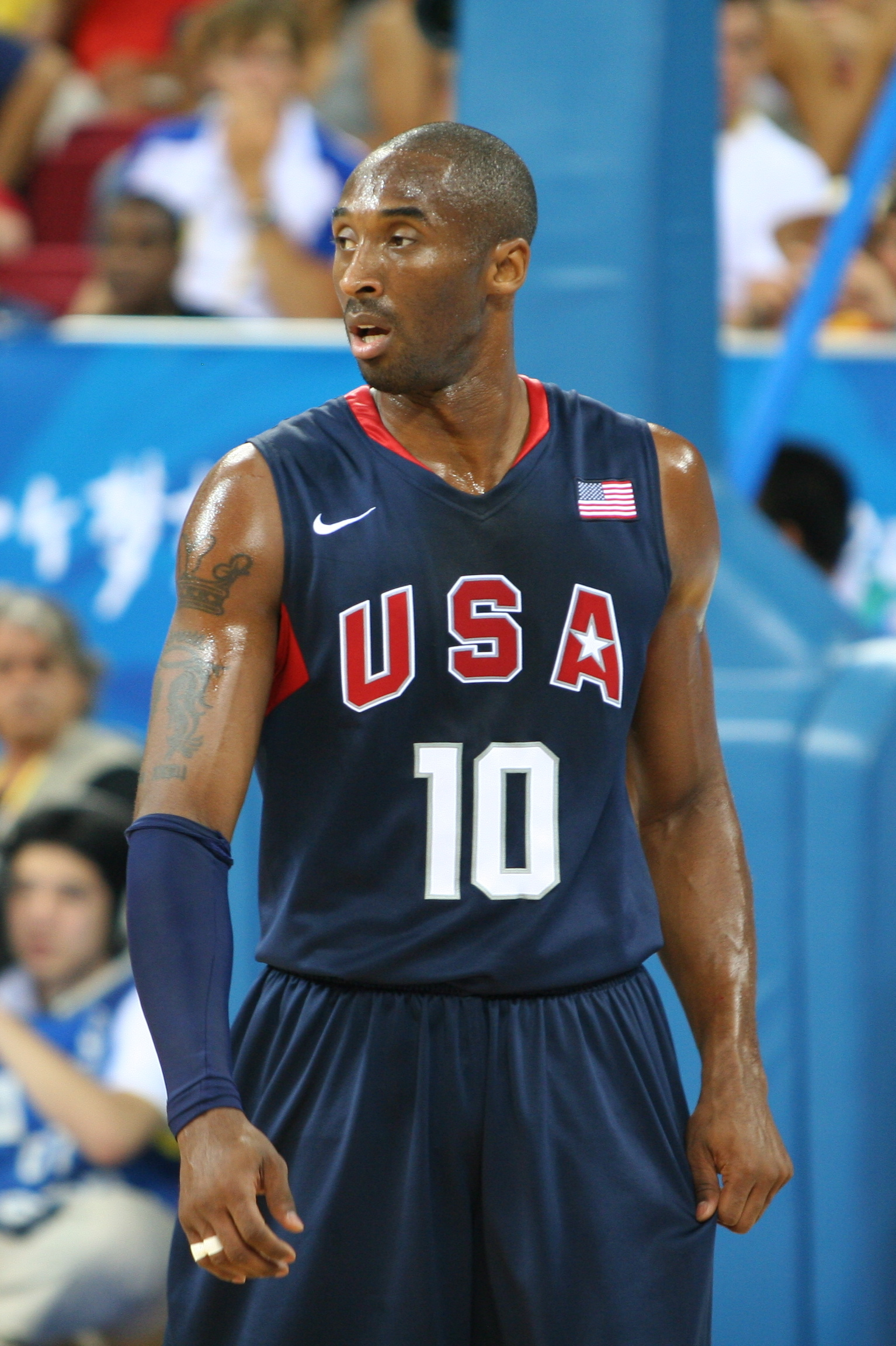
Kobe Bryant podczas IO 2008

Na Letnich Igrzyskach Olimpijskich 2008 w Pekinie reprezentacja USA w koszykówce mężczyzn nazywana była Redeem Team (Drużyna Odkupienia). Nie przegrała ona ani jednego meczu i zdobyła złoty medal. W półfinale Redeem Team pokonał reprezentację Argentyny wynikiem 101:81. W finale zagrał ponownie z reprezentacją Hiszpanii, którą wcześniej podczas rozgrywek w fazie grupowej pokonała wynikiem 119:82. Po wyrównanej walce, reprezentacja USA ponownie pokonała Hiszpanów, tym razem wynikiem 118:107, odzyskując w ten sposób mistrzostwo z Sydney.

#### Skład IO 2008
- Selekcjoner: Mike Krzyzewski
  - 4, Carlos Boozer – Utah Jazz
  - 5, Jason Kidd – Dallas Mavericks
  - 6, LeBron James – Cleveland Cavaliers
  - 7, Deron Williams – Utah Jazz
  - 8, Michael Redd – Milwaukee Bucks
  - 9, Dwyane Wade – Miami Heat
  - 10, Kobe Bryant – Los Angeles Lakers
  - 11, Dwight Howard – Orlando Magic
  - 12, Chris Bosh – Toronto Raptors
  - 13, Chris Paul – New Orleans Hornets
  - 14, Tayshaun Prince – Detroit Pistons
  - 15, Carmelo Anthony – Denver Nuggets

##### Wyniki IO – Pekin 2008
Faza grupowa
- USA –  Chiny 101:70
- USA –  Angola 97:76
- USA –  Grecja 92:69
- USA –  Hiszpania 119:82
- USA –  Niemcy 106:57

Faza finałowa
- Ćwierćfinał: USA –  Australia 116:85
- Półfinał: USA –  Argentyna 101:81
- Finał: USA –  Hiszpania 118:107

Klasyfikacja końcowa
1. Stany Zjednoczone (8:0)
2. Hiszpania (6:2)
3. Argentyna (6:2)
4. Litwa (5:3)
5. Grecja (3:3)
6. Chorwacja (3:3)
7. Australia (3:3)
8. Chiny (2:4)
9. Rosja (1:4)
10. Niemcy (1:4)
11. Iran (0:5)
12. Angola (0:5)

### Mistrzostwa Świata w Turcji 2010

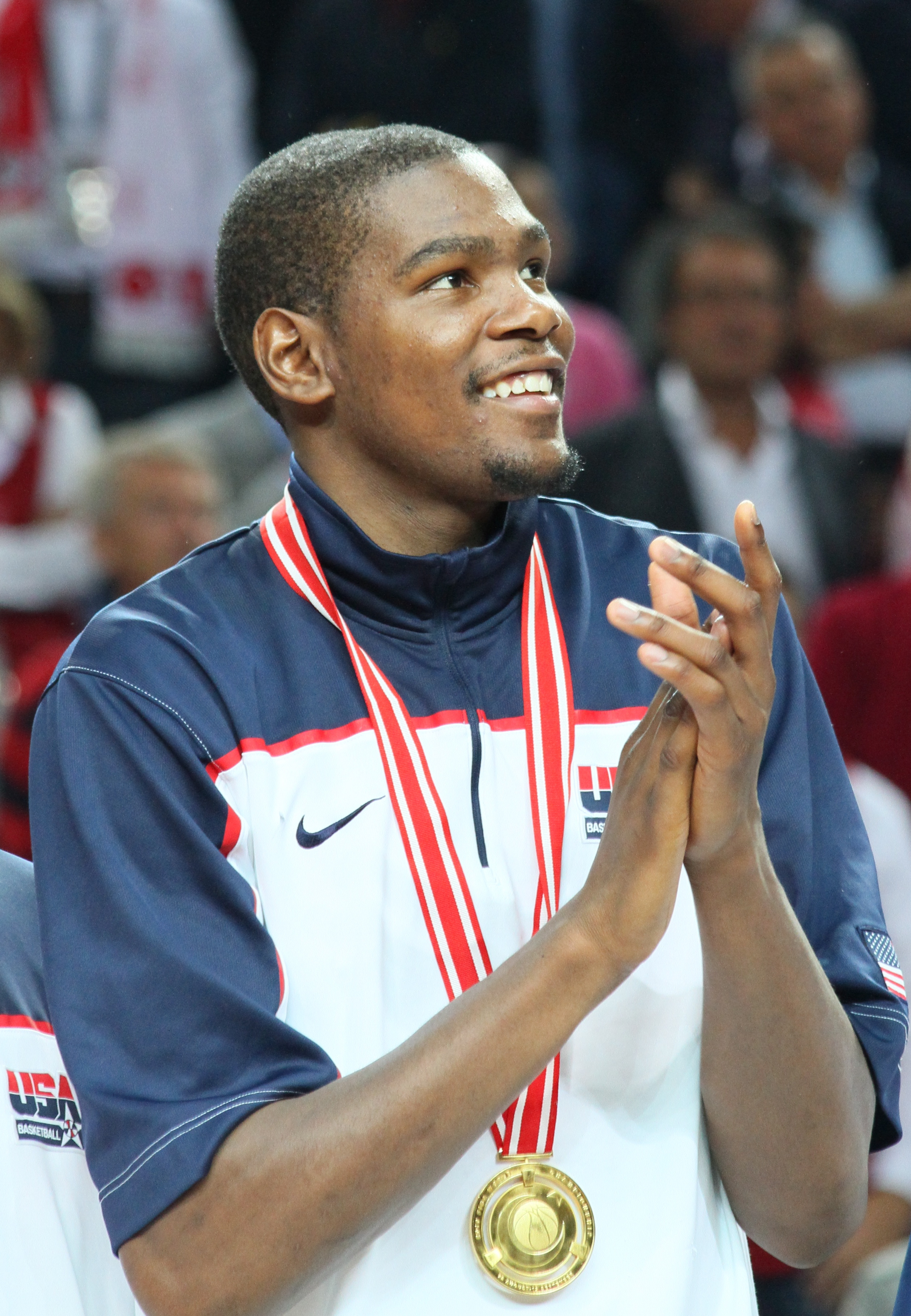
Kevin Durant ze złotym medalem mistrzostw 2010

Mistrzostwa Świata odbyły się w dniach 28 sierpnia – 12 września w Turcji. W mistrzostwach wystąpiły 24 zespoły spośród 213 reprezentacji, które brały udział w kwalifikacjach. Były to 16. mistrzostwa świata, rozgrywane po raz pierwszy w Turcji, a po raz trzeci w Europie. Miastami goszczącymi najlepsze drużyny świata były Ankara, Kayseri, Izmir i Stambuł. Reprezentacja Stanów Zjednoczonych z kompletem punktów wygrała grupę B, pokonując: Słowenię, Brazylię, Chorwację, Iran, oraz Tunezję. W 1/8 łatwo ograli Angolę(121:66). W ćwierćfinale w koszykarskim klasyku USA starło się z reprezentacją Rosji odnosząc zwycięstwo(89:79), by następnie uporać się z Litwą w półfinale(89:74). Finał sparował z koszykarzami Ameryki Północnej, gospodarzy turnieju – Turcję. lecz mimo dopingu publiczności Amerykanie także w tym meczu tryumfowali(81:64) i sięgnęli po złoto MŚ 2010.

#### Skład
Trener:  Mike Krzyzewski
| Nr | Pozycja    | Zawodnik          | Data ur. | Zespół                 |
| -- | ---------- | ----------------- | -------- | ---------------------- |
| 4  | Obrońca    | Chauncey Billups  | 1976     | Denver Nuggets         |
| 5  | Skrzydłowy | Kevin Durant      | 1988     | Oklahoma City Thunder  |
| 6  | Obrońca    | Derrick Rose      | 1988     | Chicago Bulls          |
| 7  | Obrońca    | Russell Westbrook | 1988     | Oklahoma City Thunder  |
| 8  | Skrzydłowy | Rudy Gay          | 1986     | Memphis Grizzlies      |
| 9  | Obrońca    | Andre Iguodala    | 1984     | Philadelphia 76ers     |
| 10 | Skrzydłowy | Danny Granger     | 1983     | Indiana Pacers         |
| 11 | Obrońca    | Stephen Curry     | 1988     | Golden State Warriors  |
| 12 | Obrońca    | Eric Gordon       | 1988     | Los Angeles Clippers   |
| 13 | Skrzydłowy | Kevin Love        | 1988     | Minnesota Timberwolves |
| 14 | Skrzydłowy | Lamar Odom        | 1979     | Los Angeles Lakers     |
| 15 | Center     | Tyson Chandler    | 1982     | Dallas Mavericks       |

#### Wyniki Mistrzostwa Świata w Turcji 2010
- USA –  Chorwacja 106:78
- USA –  Słowenia 99:77
- USA –  Brazylia 70:68
- USA –  Iran 88:51
- USA –  Tunezja 92:57

Faza finałowa
- 1/8 finału: USA –  Angola 121:66
- Ćwierćfinał: USA –  Rosja 89:79
- Półfinał: USA –  Litwa 89:74
- Finał: USA –  Turcja 81:64

### Igrzyska olimpijskie Londyn 2012

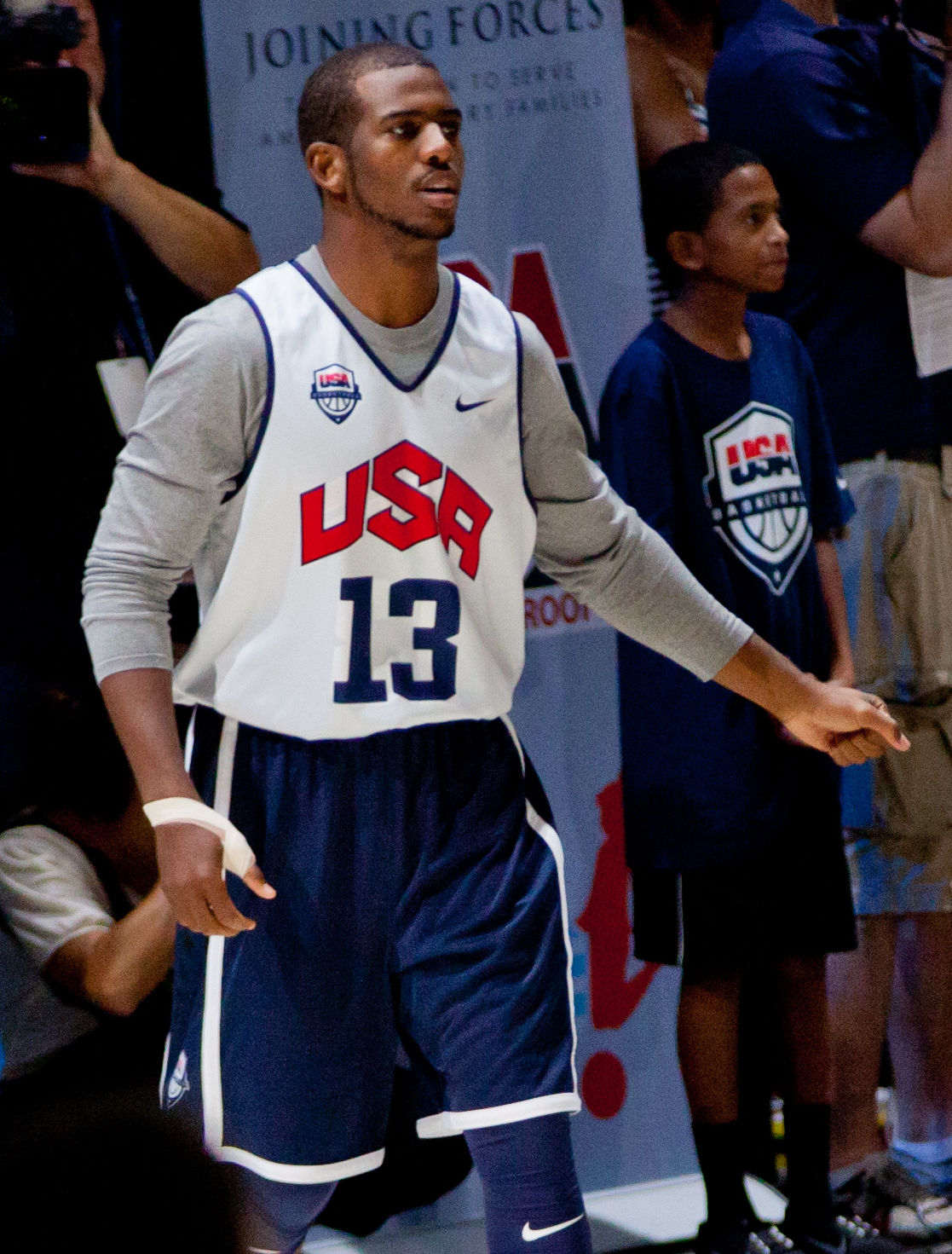
Chris Paul podczas IO 2012

Na Letnich Igrzyskach Olimpijskich 2012 w Londynie Dream Team USA (tak nazwano powtórnie drużynę Stanów Zjednoczonych) podobnie jak w 1992 roku nie miała sobie równych, rozbijając reprezentację Francji 98:71 dając tym samym przedsmak tego co pokażą w kolejnych spotkaniach. W kolejnych meczach pokonali mistrzów i wicemistrzów Afryki ustanawiając w tym drugim z Nigerią Rekord Olimpijski w przewadze punktowej który wynosiła 83. Następny mecz przyniósł niespodziankę, zanosiło się na sensację. Przez cały mecz Litwini dorównywali USA. Po niesamowitych mękach Stany Zjednoczone zakończyły spotkanie 99:94. W półfinale spotkali się oni z Argentyną którą pokonali w ostatniej rundzie fazy grupowej. Tak jak wcześniej pokonali ich, tym razem 109:83. Podobnie jak 4 lata temu ponownie spotkali się z Hiszpanią w finale. Mecz był bardzo wyrównany i zakończył się zwycięstwem Drużyny Stanów Zjednoczonych 107:100, tym samym broniąc tytuł z Pekinu.

#### Skład IO 2012
- Selekcjoner: Mike Krzyzewski
  - 4, Tyson Chandler – New York Knicks
  - 5, Kevin Durant – Oklahoma City Thunder
  - 6, LeBron James – Miami Heat
  - 7, Russell Westbrook – Oklahoma City Thunder
  - 8, Deron Williams – Brooklyn Nets
  - 9, Andre Iguodala – Denver Nuggets
  - 10, Kobe Bryant – Los Angeles Lakers
  - 11, Kevin Love – Minnesota Timberwolves
  - 12, James Harden – Oklahoma City Thunder
  - 13, Chris Paul – Los Angeles Clippers
  - 14, Anthony Davis – University of Kentucky (draft do New Orleans Hornets)
  - 15, Carmelo Anthony – New York Knicks

#### Wyniki IO – Londyn 2012
Faza grupowa
- USA –  Francja 98:71
- USA –  Tunezja 110:63
- USA –  Nigeria 156:73
- USA –  Litwa 99:94
- USA –  Argentyna 126:97

Faza finałowa
- Ćwierćfinał: USA –  Australia 119:86
- Półfinał: USA –  Argentyna 109:83

- Finał: USA –  Hiszpania 107:100

Klasyfikacja końcowa
1. Stany Zjednoczone (8:0)
2. Hiszpania (6:2)
3. Rosja (6:2)
4. Argentyna (4:4)
5. Australia (4:2)
6. Francja (4:2)
7. Brazylia (4:2)
8. Litwa (2:4)
9. Wielka Brytania (1:4)
10. Nigeria (1:4)
11. Tunezja (0:5)
12. Chiny (0:5)

### Mistrzostwa Świata 2014

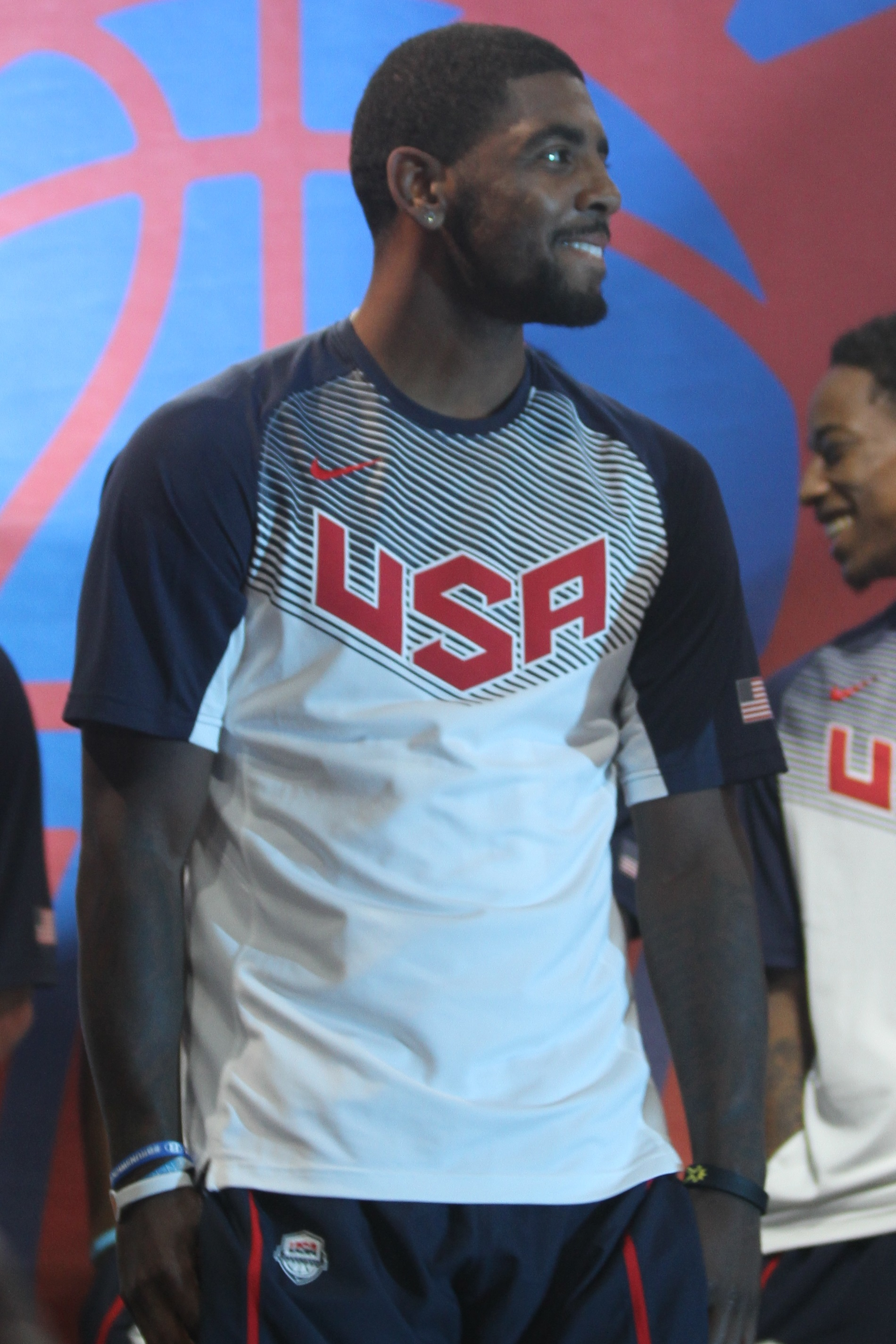
Kyrie Irving MVP mistrzostw 2014

Mistrzostwa Świata w 2014 odbyły się w Hiszpanii. Mistrzem Świata została reprezentacja Stanów Zjednoczonych, pokonując w finale Serbię 129–92. W meczu o trzecie miejsce Francja pokonała Litwę 95–93. MVP turnieju został Amerykanin Kyrie Irving.

#### Skład
Trener:  Mike Krzyzewski
| Nr | Pozycja    | Zawodnik         | Data ur. | Zespół                |
| -- | ---------- | ---------------- | -------- | --------------------- |
| 4  | Obrońca    | Stephen Curry    | 1988     | Golden State Warriors |
| 5  | Obrońca    | Klay Thompson    | 1990     | Golden State Warriors |
| 6  | Obrońca    | Derrick Rose     | 1988     | Chicago Bulls         |
| 7  | Skrzydłowy | Kenneth Faried   | 1989     | Denver Nuggets        |
| 8  | Skrzydłowy | Rudy Gay         | 1986     | Sacramento Kings      |
| 9  | Skrzydłowy | DeMar DeRozan    | 1989     | Toronto Raptors       |
| 10 | Obrońca    | Kyrie Irving     | 1992     | Cleveland Cavaliers   |
| 11 | Center     | Mason Plumlee    | 1990     | Brooklyn Nets         |
| 12 | Center     | DeMarcus Cousins | 1990     | Sacramento Kings      |
| 13 | Obrońca    | James Harden     | 1989     | Houston Rockets       |
| 14 | Skrzydłowy | Anthony Davis    | 1993     | New Orleans Pelicans  |
| 15 | Center     | Andre Drummond   | 1993     | Detroit Pistons       |

#### Wyniki Mistrzostwa Świata w Hiszpanii 2014
- USA –  Finlandia 114:55
- USA –  Turcja 98:77
- USA –  Nowa Zelandia 98:71
- USA –  Dominikana 106:71
- USA –  Ukraina 95:71

Faza finałowa
- 1/8 finału: USA –  Meksyk 86:63
- Ćwierćfinał: USA –  Słowenia 119:76
- Półfinał: USA –  Litwa 96:68
- Finał: USA –  Serbia 129:92

### Igrzyska olimpijskie Rio de Janeiro 2016

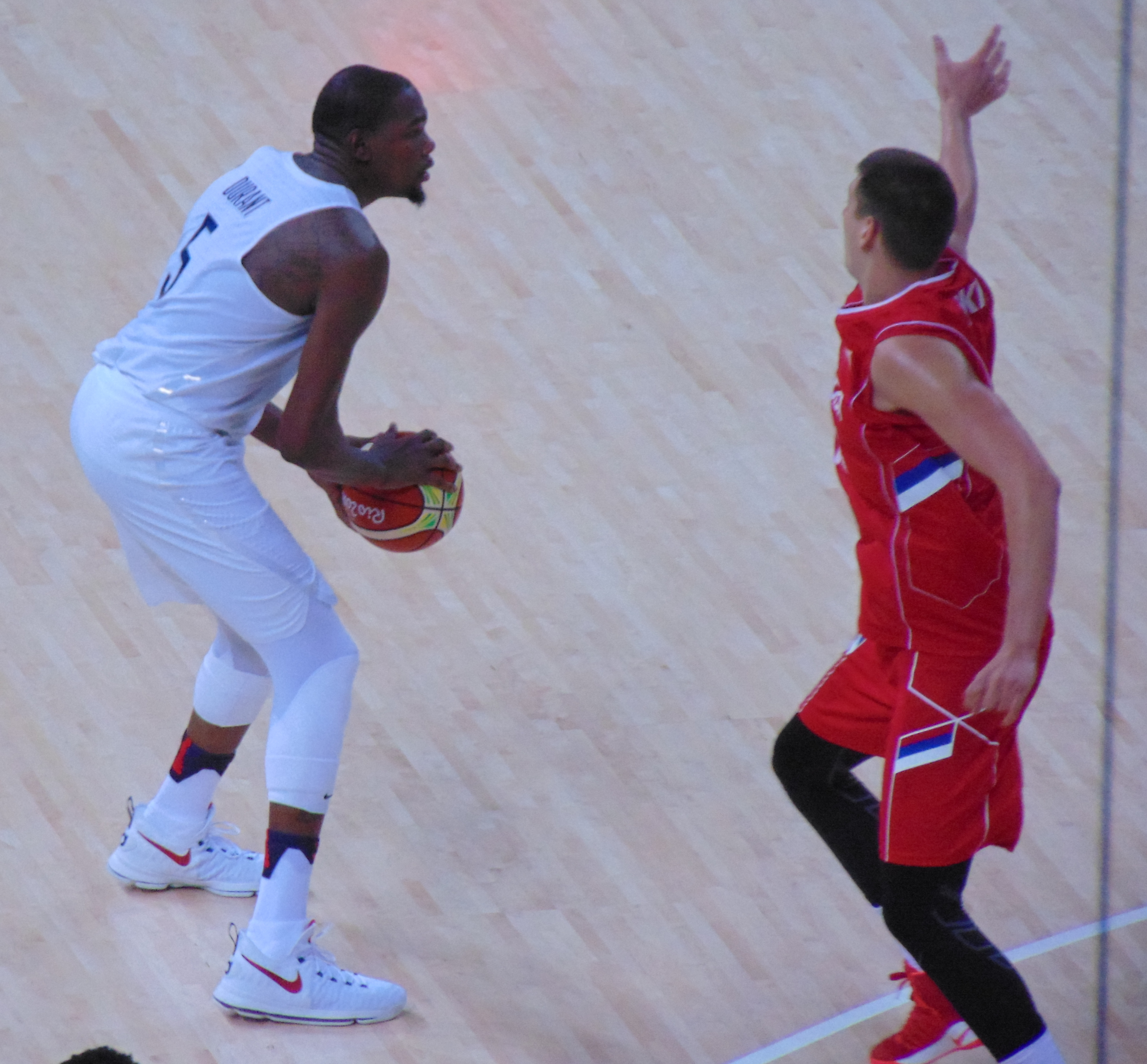
Kevin Durant w trakcie finałowego meczu z Serbią podczas IO 2016

Koszykówka na Letnich Igrzyskach Olimpijskich 2016 w Rio była rozgrywana w dniach 6–21 sierpnia 2016. Prowadzona przez Kevina Duranta drużyna USA zdobyła tytuł mistrza olimpijskiego po raz 15., w finale pokonując w finale Serbię 96–66. Trzydziestopunktowa przewaga była największą przewagą osiągniętą w meczach finałowych od czasu zwycięstwa Dream Teamu nad Chorwacją w 1992.

### Mistrzostwa Świata 2019
Mistrzostwa Świata w 2019 odbyły się w dniach 31 sierpnia–15 września w Chinach. Po raz drugi w historii po trofeum sięgnęli Hiszpanie, którzy w finale pokonali reprezentację Argentyny 95:75. Reprezentacja USA zajęła niespodziewanie dopiero 7. miejsce, przegrywając w ćwierćfinale z Francją 79:89, w fazie 5-8 z Serbią 89:94, w meczu o 7. miejsce pokonała Polskę 87:74.

### Igrzyska olimpijskie Tokio 2020
Na Letnich Igrzyskach Olimpijskich 2020 w Tokio, które z powodu pandemii odbyły się rok później, ponownie Kevin Durant poprowadził drużynę USA do mistrzostwa. Tym samym Team USA zdobył złoto po raz czwarty z rzędu, a 16. w historii. W finale Amerykanie pokonali reprezentację Francji 87:82. Po raz pierwszy od lat reprezentacja USA nie miała najwyższej średniej zdobytych punktów w turnieju - została wyprzedzona przez Słowenię.